# Le Titre
Le Titre é uma comuna francesa na região administrativa de Altos da França, no departamento de Somme. Estende-se por uma área de 4,51 km². Em 2010 a comuna tinha 359 habitantes (densidade: 79,6 hab./km²).